# Milan, Tennessee
Milan ['maɪ.lʌn] är en ort i Gibson County i Tennessee. Vid 2010 års folkräkning hade Milan 7 851 invånare.